# Гласис
Гласис (на френски: glacis; на латински: glatia – наклон, гладко дълго спускане) –
1. наклонен земен насип пред външен ров на крепост. Използва се с цел подобряване на обстрела на пред лежащата местност, маскировка и защита на укрепленията.
2. невисока защита от бронирани плочи около люкове, парните машини, комините, вентилаторите и т.н. на бойните кораби.

При руските крепости главния вал понякога се правил с гласисообразен профил, което осигурява фронтален обстрел на дъното на външния ров.
В архитектурата – незастроено пространство пред крепост, пред земния насип или на нейно място, ако тя е унищожена. В процеса на развитие на града от крепост гласиса обикновено се превръща в парк или площад (например, Санкт Петербургските площади, Адмиралтейски и Сенатски са на мястото на рововете и гласиса на Адмиралтейската корабостроителница-крепост от 18 век, а Александровския парк на Санкт Петербург е на мястото на гласиса на Петропавловската крепост).